# آنارکوسندیکالیسم (کتاب)
آنارکوسندیکالیسم: تئوری و عمل (به انگلیسی: Anarcho-Syndicalism: Theory and Practice. An Introduction to a Subject Which the Spanish War Has Brought into Overwhelming Prominence) کتابی است نوشته رودولف رکر که نخستین بار در لندن در ۱۹۳۸ منتشر شد . و سپس ویرایش جدیدی از آن در ۱۹۴۷ انتشار یافت و از آن زمان بارها در نقاط گوناگون جهان به چاپ رسیده‌است. 
ترجمه و ویراست جدیدی از این کتاب در سال ۲۰۰۴ با مقدمه نوآم چامسکی، توسط انتشارات AK Press منتشر شد.
این کتاب به عنوان یکی از آثار کلاسیک آنارشیسم در سنت سندیکالیستی شناخته می‌شود.

## مقدمه چامسکی
نوآم چامسکی، مخالف سرسخت نظام امپریالیستی در مقدمه این کتاب چنین نگاشته‌است: «راکر راهی را به سوی دنیایی بسیار بهتر به ما نشان داده‌است، دنیای که دستیابی به آن ممکن است و شاید تنها آلترناتیو فاجعه یی جهانی باشد که آن گونه که او در آستانه جنگ اول جهانی می‌پنداشت، داریم با تمام قوا به سویش حرکت می‌کنیم. در اندیشه راکر مردم خود زندگی و کار خویشتن را در دست می‌گیرند. مردم عادی تنها از طریق پیکار خودشان برای آزادی است که به سرنوشت واقعی خویش پی خواهند برد: سرشتی که درون ساختارهای نهادمحور، که برای اطمینان یافتن از تابعیت و فرمانبرداری آنان ایجاد شده، منکوب شده و تغییر شکل یافته‌است. تنها در این مسیر است که مردم به تدریج به معیارهای اخلاقی انسانی دست خواهند یافت و به درک جدیدی از حق، به آگاهی از توانایی و اهمیت خویش به مثابه عاملی اجتماعی در حیات زمانه خود و به ظرفیت‌های جدیدی برای به ثمر رساندن کوشش‌های خود در جهت سرشت درونی خویش نایل خواهند شد.»

## نقدها
این کتاب، در طول جنگ داخلی اسپانیا به نگارش درآمد و هدفش آشنایی خوانندگان با ایدئولوژی الهام‌بخش انقلاب اجتماعی اسپانیا بود، همچنان اثری بی‌همتا در معرفی اندیشهٔ آنارشیسم و گزارشی معتبر از تاریخ اولیهٔ آنارشیسم بین‌المللی به حساب می‌آید. آنارکوسندیکالیسم در زمان خود با استقبال گرمی روبرو و نقدهای مثبت بسیاری راجع به آن نوشته شد. از جمله ای.اچ. کار، استاد علوم سیاسی و تاریخ‌نگار صاحب‌نام بریتانیایی، در ضمیمهٔ ادبی تایمز به ستایش از آن برخاست و آن را از یک سو بازگویی آموزه‌های اساسی آزادی‌خواهی با بیانی نوین و از سوی دیگر واکنشی در برابر شکلی که اکنون جنبش سوسیالیستی به خود گرفته (منظور حکومت شوروی) دانست.